# La donzelletta
La donzelletta è un film del 1987 diretto da Pasquale Scimeca.

## Trama
Anna, la giovane protagonista eroinomane, affianca alla passione per la letteratura, le poesie di Giacomo Leopardi (il titolo del film è un omaggio alla protagonista del Il sabato del villaggio) e i testi di Omero, alla tossicodipendenza, decidendo di lasciare il paese dove vive, sulle Madonie, per recarsi da Pino, a Palermo, spacciatore di cui è innamorata. L'arresto di Pino e la sua conseguente detenzione convincono Anna a lasciare il capoluogo siciliano per tornare al paesello decidendo di smettere con la droga.